# Santiago Bou Grasso
Pour les articles homonymes, voir Grasso.
Santiago « Bou » Grasso, né le 11 mars 1979 à Buenos Aires (Argentine), est un réalisateur de films d'animation argentin, également illustrateur et auteur de bandes dessinées.

## Biographie
Santiago Grasso naît en 1979 à Buenos Aires. Il étudie à la Faculté des Beaux-Arts de l'Université nationale de La Plata (UNLP), à La Plata, capitale de la province de Buenos Aires où il obtient un diplôme de concepteur en communication visuelle.
Il participe à plusieurs productions de longs métrages d'animation, tant en Argentine qu'à l'international. Ses courts métrages sont présentés dans de nombreux festivals et remportent plus de 100 prix internationaux, principalement son film multiprimé L'Emploi (El Empleo, 2008).
Il vit à San Carlos de Bariloche, en Patagonie argentine, où il travaille comme illustrateur indépendant et réalise des animations indépendantes.

## Filmographie partielle

### Films d'animation
- 2008 : L'Emploi (El empleo, court métrage)
- 2008 :  Hola?  (court métrage)
- 2013 :  Padre  (court métrage)

#### Collaborations
- 2000 : Cóndor Crux, la leyenda (en) de Juan Pablo Buscarini et Swan Glecer (artiste encreur, animateur 2D)
- 2004 : Patoruzito (es) de José Luis Massa (animation)
- 2005 : Gisaku  (assistant animateur)
- 2006 : Yo-rhad, un amico dallo spazio (it) de Vittorio Rambaldi et Camillo Teti (animation)
- 2007 : L'Arche de Noé de Juan Pablo Buscarini (animation : A Cuatro Manos)
- 2007 : Nocturna, la nuit magique  (assistant animateur)

## Récompenses et distinctions
Santiago Bou Grass a reçu vingt récompenses et a été nommé à six reprises aux festivals suivants : 

### Récompenses
- Festival international du film RiverRun 2014 
  - Prix du jury du meilleur court métrage d'animation pour Padre
- Festival international de cinéma de  Huesca 2014 
  - Iberoamerican Competition : Cacho Pallero Award pour Padre
  - International Competition : Francisco García de Paso Award pour Padre
- Encounters Short Film and Animation Festival (Bristol) 2014 
  - Animated Encounters : Grand Prix pour Padre
- Festival international du film d'animation d'Annecy 2009 
  - Prix FIPRESCI pour L'Emploi (El empleo)
- Anima Mundi Animation Festival (Rio de Janeiro) 2014 
  - Grand Prix du jury pour Padre
- Festival international du court métrage de Téhéran 2014 
  - Meilleur film d'animation pour Padre
- CinEuphoria Awards (es) 2014
- Festival international du film d'Adana 2014
- Festival du film Nuits noires de Tallinn 2013
- Festival international du nouveau cinéma latino-américain de La Havane 2008
  - Grand Coral du film d'animation : premier prix pour L'Emploi
- Festival international du nouveau cinéma latino-américain de La Havane 2013 
  - Grand Coral du film d'animation : troisième prix pour Padre
- Córdoba International Animation Festival – ANIMA 2013
- Córdoba International Animation Festival – ANIMA 2009
- Festival international du film d'animation d'Hiroshima 2010
- Festival du film latino-américain de Lleida 2009
- Festival international du film de Mar del Plata 2008
- Tirana International Film Festival 2008 
  - « Special Mention Animation » pour L'Emploi

### Nominations
- Festival international du film de Transylvanie 2014 (ClujShorts International Short Film Festival 2014)
- Festival international du film d'animation d'Annecy 2014
- Festival international du film d'animation d'Annecy 2009
- Festival du film Nuits noires de Tallinn 2013  
  - Animated Dreams : nomination au Grand Prix « Wooden Wolf » pour Padre
- Festival international du film documentaire et du film d'animation de Leipzig 2013 (Leipzig DOK Festival 2013)
- Festival international du film d'animation d'Hiroshima 2010 
  - Nomination au Grand Prix pour L'Emploi (El empleo)
- (en) Santiago Bou Grasso: Awards, sur l'Internet Movie Database